# Rue de Lisbonne w Paryżu
Rue de Lisbonne (ul. Lizbońska) w Paryżu - ulica w 8. dzielnicy. Prowadzi od Rue du Général-Foy do Rue de Courcelles. Utworzona w 1826 w Quartier de l'Europe (Dzielnicy Europejskiej), gdzie ulice noszą nazwy miast, prawie wyłącznie europejskich. Mieści się przy niej m.in. Hôtel Cail, siedziba władz dzielnicy i ambasada Algierii. Długość ulicy - 810 m.